# 大阪府済生会中津病院
大阪府済生会中津病院（おおさかふさいせいかいなかつびょういん）は、大阪市北区にある社会福祉法人恩賜財団済生会支部大阪府済生会が運営する医療機関。正式名称は「社会福祉法人恩賜財団大阪府済生会中津病院」。
一般には単に「済生会中津病院」あるいは「済生会病院」と呼ばれている。

## 概要
大阪のキタの中心地である梅田に近い交通の至便な立地である。
もともとは当時の北野中学（現・北野高校）の敷地であったところで、同校の移転に伴い新たに設置。
建設費は豪商の嘉門長蔵が残した100万円の寄付金などが充てられており、前庭に嘉門夫妻の銅像が建立されていた。完成当初の建物は。近世復興式鉄筋コンクリート5階建て（延べ9501平方メートル）の大きさであったが、数度にわたる増改築を経て、後に病床数は778床と全国の済生会病院の中では最大規模となった。
1935年（昭和10年）に建てられた本館（設計中村與資平）の建物は取り壊され、2002年に建て替えられたが、ファサード部分などが再現されている。
- 病床数：712床
- 医師数：166人
- 職員数：1,208人（医師を含む）
- 所在地：大阪府大阪市北区芝田2-10-39

（2007年（平成19年）4月1日現在）

## 沿革

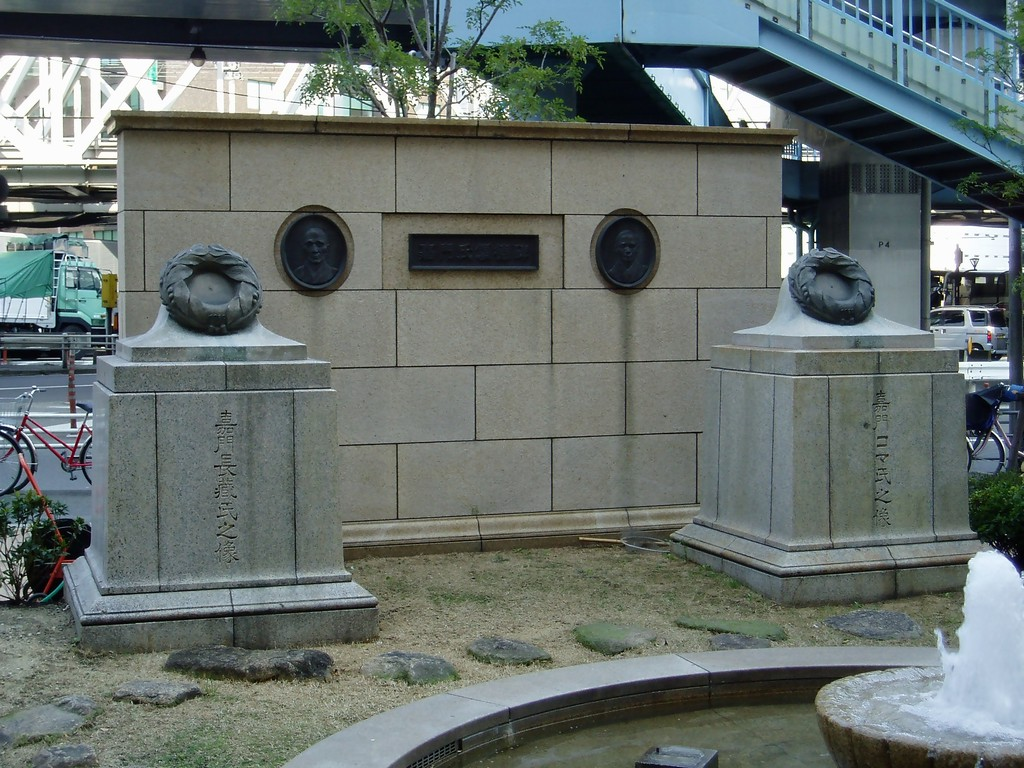
正面玄関前にある嘉門長蔵と嘉門コマの肖像

- 1916年（大正5年）10月10日 - 北区中崎町に済生会大阪府病院を開院
- 1935年（昭和10年） - 元府立北野中学校(当時の名称)跡の現在地に嘉門長蔵の私財100万円の寄付を得て移築
- 1939年（昭和14年） - 済生会大阪府中津病院と改称
- 1952年（昭和27年） - 現名称に改称
- 1982年（昭和57年）6月 - 増改築第1期工事（中棟）竣工
- 1986年（昭和61年）3月 - 増改築第2期工事（東棟）竣工・中津病院は778床となる
- 1990年（平成2年）
  - 3月 - 西棟竣工
  - 4月 - 臨床研修病院に指定される
- 1999年（平成11年）
  - 2月 - 大阪府済生会中津訪問看護ステーション開所、地域医療福祉センター開設
  - 4月 - 外来オーダリングシステム導入
- 2002年（平成14年）3月 - 中津病院北棟竣工、定礎式を挙行
- 2003年（平成15年）9月 - 日本医療機能評価機構より認定証の発行を受ける
- 2005年（平成17年）
  - 1月 - PETセンターオープン
  - 5月 - 中津医療福祉センター南棟竣工・中津病院デイケア開設
- 2023年（令和5年）4月1日 - 大淀南2丁目の旧ABCセンター跡地に「大阪北リハビリテーション病院」（回復期リハビリ病床96床）が開院[3]

公式サイトより抜粋

## 診療科
| - 一般内科 - 消化器内科 - 糖尿病内分泌内科 - 循環器内科 - 呼吸器内科 - 膠原病内科 - 血液内科 - 脳神経内科 - 腎臓内科 | - 外科 - 整形外科 - 形成外科 - 心臓血管外科 - 呼吸器外科 - 脳神経外科 - 歯科口腔外科 - 麻酔科 - 救急科 | - 小児科 - 産婦人科 - 眼科 - 耳鼻咽喉科・頭頸部外科 - 皮膚科 - 泌尿器科 - 放射線診断科 - 放射線治療科 - リハビリテーション科 | - 病理診断科 - 免疫・アレルギーセンター - 総合健診センター - PETセンター |

## アクセス
- Osaka Metro御堂筋線「梅田駅」、「中津駅」
- 阪急電鉄「大阪梅田駅」、「中津駅」
- JR西日本「大阪駅」
- 大阪シティバス34号・43号・57号・58号・69号・92号・96号・97号「済生会病院前」
- 阪急バス11・13系統「済生会病院前（ちゃやまち）」
- UMEGLE-BUS（うめぐるバス）「⑤済生会中津病院」
- 阪神バス北大阪線「北野」

なお、タクシーなどでの来院の際は西側入り口に廻るようになっている。

## 関連施設
- 大阪府済生会中津看護専門学校 - 2023年4月より北区大淀南2‐2‐51へ移転[4]
- 整肢学院
- 大阪乳児院
- ライフケア中津
- 喜久寿苑（特養）

いずれの施設も当院に併設されている施設で、開設当初は敷地内に独立した建物を有していたが、現在は西館に設けられている。